# Bar mleczny

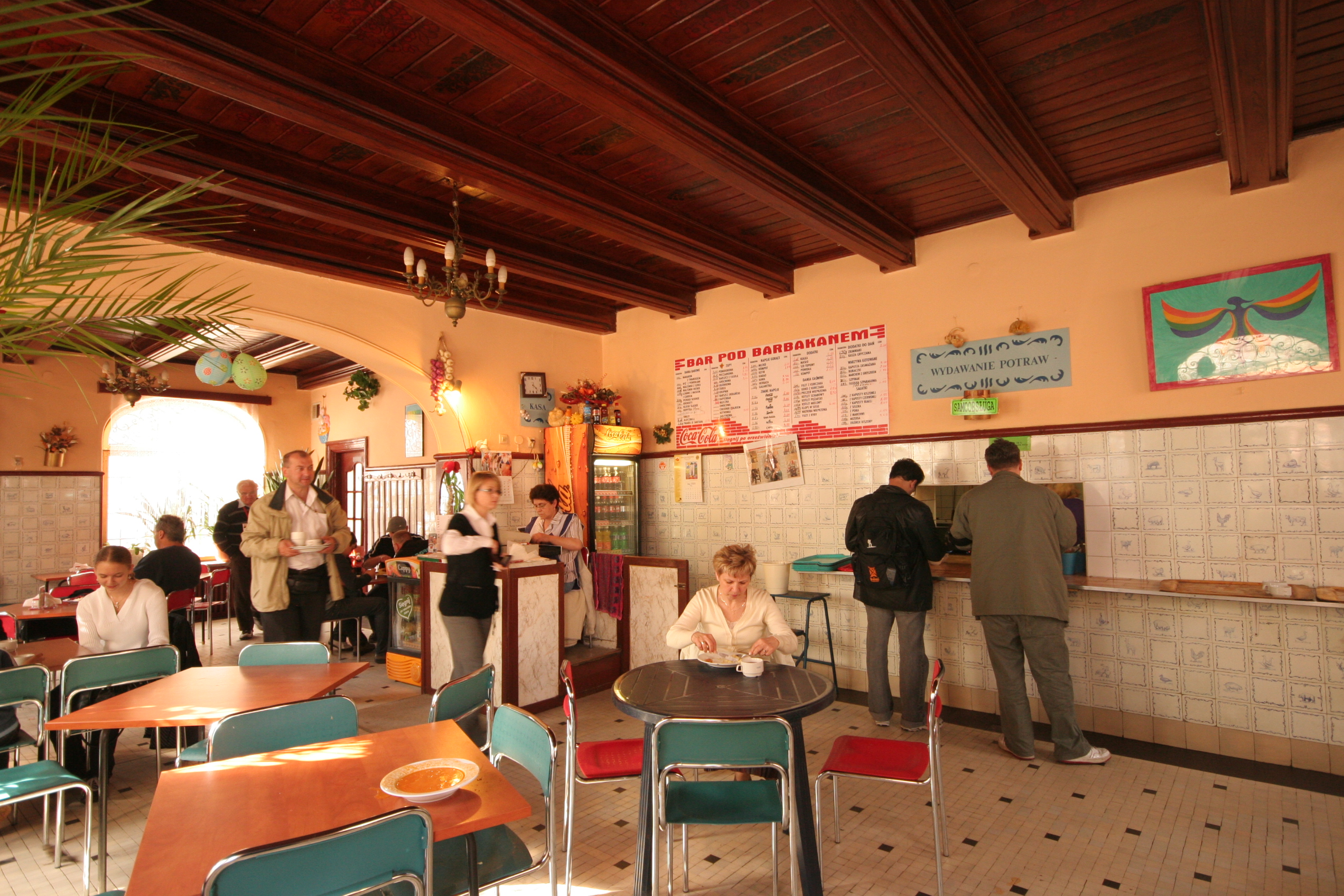
Interior de un bar mleczny en Varsovia.

El bar mleczny (en polaco significa «bar de leche») es un tipo de restaurante de Polonia donde se sirven menús y comidas a precios económicos. 
Fundados a finales del siglo XIX, su expansión por todo el país llegó en tiempos de la República Popular de Polonia, cuando las autoridades socialistas abrieron restaurantes de este tipo para los obreros sin cantina en sus puestos de trabajo. Debe su nombre al hecho de que se utilizan productos lácteos y verduras en el menú, si bien hoy se sirven platos de la cocina polaca tradicional.

## Historia

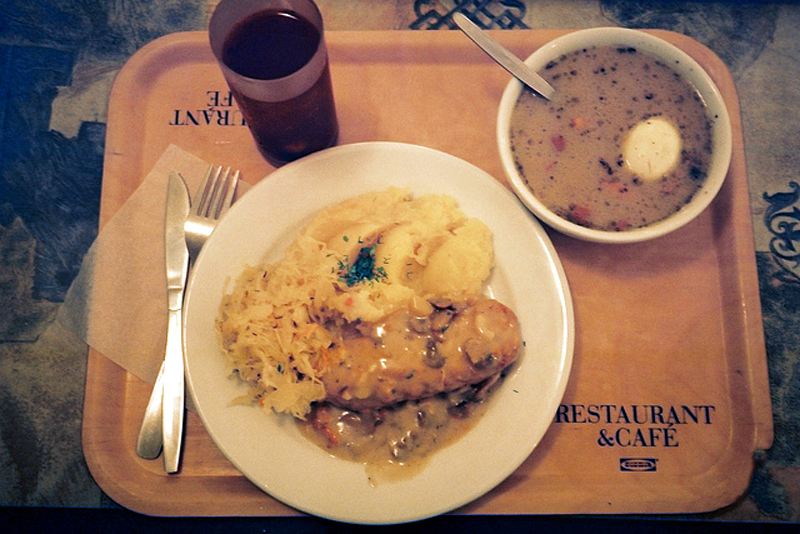
Menú completo de un bar mleczny.

El origen del bar mleczny data de finales del siglo XIX, cuando el agricultor Stanisław Dłużewski abrió en 1896 un restaurante en Varsovia cuyo menú se basaba en platos con productos lácteos y verduras a precios económicos. La rentabilidad del negocio y la baja renta de los polacos propició la apertura de otros locales en el periodo de entreguerras entre la Primera y la Segunda Guerra Mundial.
Con el establecimiento de la República Popular de Polonia en 1945, la mayoría de los restaurantes fueron nacionalizados o cerrados por las autoridades comunistas. Debido a que muchos obreros y funcionarios no contaban con cantinas en sus lugares de trabajo, el líder socialista Władysław Gomułka promovió la expansión de los bar mleczny en todas las ciudades del país, a través de una red de locales subsidiados por el estado. Gracias a esas ayudas los precios eran más bajos, si bien muchas veces se incluían en el salario del trabajador. La carta estaba basada en productos lácteos, verduras, pasta, sopas, alimentos con huevo y platos típicos de la cocina polaca, con una decoración muy austera.
Durante la crisis económica de los años 1980, los bar mleczny eran la primera opción de muchos trabajadores por el racionamiento establecido con la ley marcial.
La situación cambió con las revoluciones de 1989, la caída del estado socialista y la transición a un modelo capitalista. A pesar de que el estado polaco mantuvo las subvenciones para estos negocios, la mayoría cerraron sus puertas ante la nueva competencia.
En la década de 2010, los Bar mleczny han experimentado un repunte de la clientela gracias a las personas de tercera edad, estudiantes, trabajadores y turistas. La carta actual de estos restaurantes está basada en la cocina polaca tradicional e incorpora toda clase de ingredientes, en pleno auge del movimiento de alimentación lenta (slow food).